# Nesoi
En la mitología griega, las Nesoi (Nῆσοι, Nésoi) eran las personificaciones de las «islas». Solo son mencionadas como divinidades por Calímaco. No se trata de un teónimo como tal, simplemente «νῆσος» en un sustantivo femenino que significa «isla o península». Ha de entenderse que para los antiguos griegos las islas era pedazos de tierra flotantes, que permanecían inmóviles y no formaban parte de un continente en sí. 
A pesar de su abolengo divino no se les asigna ascendencia ni descendencia. Se dice que en sus orígenes Poseidón, golpeando las montañas con su tridente, obra de los Telquines, fabricó las islas marinas, las levantó a todas desde sus bases y las precipitó en el mar. Y allí, en lo más profundo, las enraizó, para que se olvidaran del continente. La única de las islas que permanecía a la deriva era Delos, antes llamada Asteria, pues en origen era Asteria, quien, escapando del asedio amoroso de Zeus, se precipitó al abismo y se convirtió en la isla.

El poeta ensalza en uno de sus himnos a Delos, la querida nodriza de Apolo Delio, y dice que todas las Cíclades, las más sagradas de las islas que yacen sobre el mar, son dignas de ser celebradas. Pero Delos quiere llevarse las primicias de las Musas, porque bañó a Febo, príncipe de los cantos, lo envolvió en pañales y fue la primera en alabarlo como a un dios».
«[Delos,] roca golpeada por las olas, tierra ventosa y firme, más accesible para las gaviotas que para los caballos, está apoyada sobre el mar, que gira inmenso alrededor, dejando en ella abundante espuma de agua Icaria. Los que la habitan son arponeros, gente de mar. Pero es indiscutible que está entre las primeras, cuando las islas se reúnen en torno a Océano y a Tetis la titánide; siempre marcha en cabeza del grupo. Detrás, sobre sus huellas, va la Fenisa Cirno [Córcega], tierra no despreciable, y Macris Abantíade de los Elopieos [Eubea], y la graciosa Sardo [Cerdeña], y aquella a la que Cipris llegó nadando cuando salió del mar [Chipre] y a la que cuida como pago de aquel embarque. Estas islas se encuentran fortificadas por torres protectoras; Delos, por Apolo: ¿qué muralla hay más resistente? El soplo impetuoso de Bóreas Estrimonio lo derribaría muros y rocas, pero un dios es siempre indestructible. Un defensor así, querida Delos, te protege».